# Nepomuk (district de Příbram)
Pour les articles homonymes, voir Nepomuk (homonymie).
Nepomuk (en allemand : Pomuk) est une commune du district de Příbram, dans la région de Bohême-Centrale, en République tchèque. Sa population s'élevait à 196 habitants en 2020.

## Géographie
Nepomuk se trouve à 5 km au nord-nord-ouest de Rožmitál pod Třemšínem, à 13,5 km à l'ouest-sud-ouest de Příbram et à 65 km au sud-ouest de Prague.
La commune est limitée par Těně au nord, par Obecnice et Vranovice à l'est, par Sedlice et Rožmitál pod Třemšínem au sud, et par Věšín à l'ouest.

## Histoire
La première mention écrite de la localité date de 1727. À la suite de la suppression de la zone militaire de Brdy, en 2014, le territoire de la commune de Nepomuk s'est agrandi de 1 765 ha et comprend désormais deux sections cadastrales :
- Nepomuk pod Třemšínem
- Nepomuk à Brdy

## Administration
La commune se compose de deux quartiers :
- Dvorec
- Nepomuk

## Transports
Par la route, Nepomuk se trouve à 6,3 km de Rožmitál pod Třemšínem, à 16 km de Příbram et à 75 km de Prague.